# Sons of Liberty (minisèrie)
Sons of Liberty és una minisèrie de televisió nord-americana que dramatitza els primers esdeveniments de la Revolució Americana a Boston, Massachusetts, l'inici de la Guerra Revolucionària i les negociacions del Segon Congrés Continental que van donar lloc a la redacció i signatura de la Declaració d'Independència dels Estats Units de 1776 a Filadèlfia, Pennsilvània. La minisèrie de tres parts es va estrenar a History el 25 de gener de 2015, dirigida per Kari Skogland. El tema musical va ser compost per Hans Zimmer.

## Trama
La minisèrie està ambientada entre els anys 1765 i 1776, abans de l'inici de la Guerra d'Independència dels Estats Units. Se centra en personatges històrics i esdeveniments cabdals entre les Tretze Colònies i la Gran Bretanya, especialment els esdeveniments que van portar a la resistència a la corona i la creació dels Fills de la Llibertat. Les accions dels Fills de la Llibertat van ser els inicis de l'exèrcit continental, i aquestes tenen lloc principalment al voltant de Boston a la província de la badia de Massachusetts.
Diversos personatges de la revolució nord-americana són protagonistes en episodis, com Samuel Adams, John Adams, Benjamin Franklin, John Hancock, Paul Revere, George Washington i el general britànic Thomas Gage. Els episodis representen la creació del Congrés Continental, la Declaració d'Independència i l'esclat de la Guerra Revolucionària.

## Repartiment

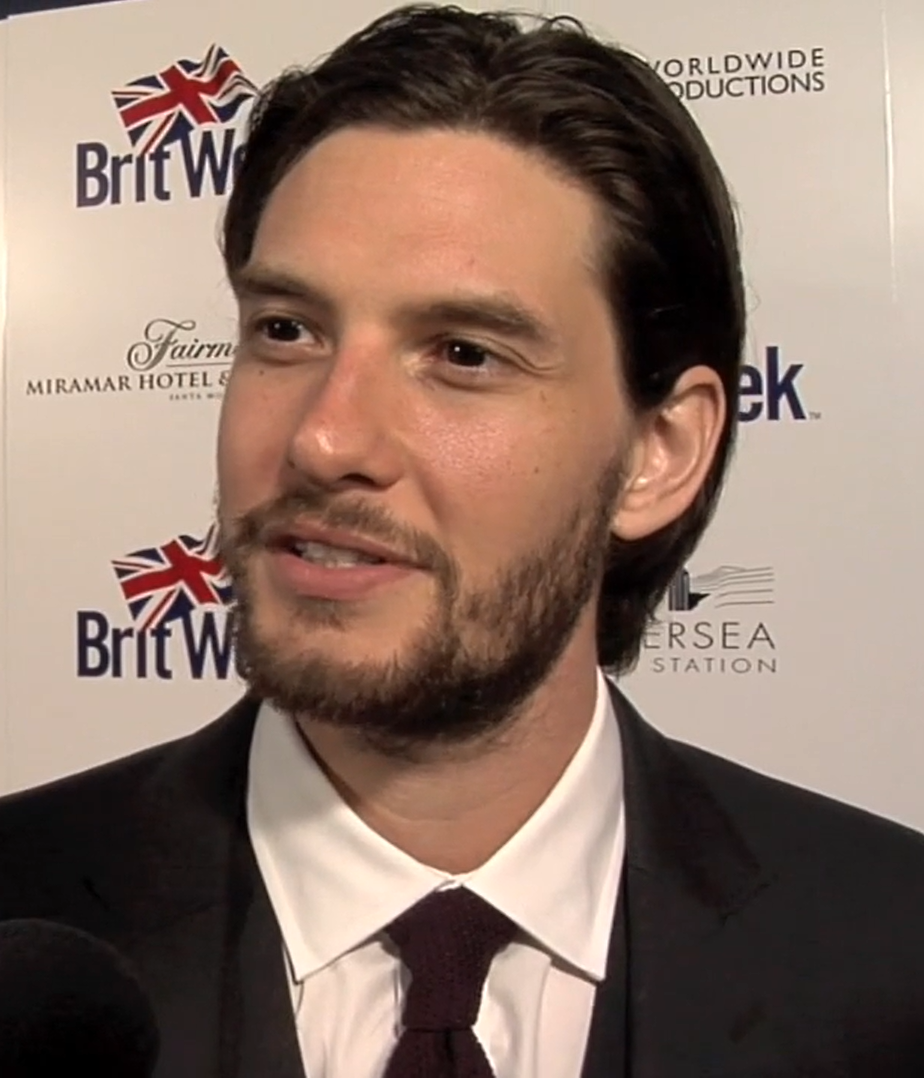
Ben Barnes interpreta el paper de Sam Adams.

- Ben Barnes com a Samuel "Sam" Adams
- Marton Csokas com a general Thomas Gage
- Ryan Eggold com a dr. Joseph Warren
- Michael Raymond-James com a Paul Revere
- Rafe Spall com a John Hancock
- Henry Thomas com a John Adams
- Jason O'Mara com a George Washington
- Dean Norris com a Benjamin Franklin
- Emily Berrington com a Margaret Kemble Gage
- Sean Gilder com a Thomas Hutchinson
- Kevin Ryan com a John Pitcairn
- Shane Taylor com a capità Thomas Preston
- Jimmy Akingbola com a Peter Salem
- John Voce com a Ebenezer Richardson

## Producció
Segons The Hollywood Reporter, la producció de Sons of Liberty va començar l'estiu del 2014.

## Recepció

### Exactitud històrica
The History Channel va presentar la sèrie com una "interpretació dramàtica dels esdeveniments" i una obra de "ficció històrica", argumentant que l'objectiu de la minisèrie era "captar l'esperit de l'època, transmetre la personalitat dels personatges principals, i centrar-nos en esdeveniments reals que han donat forma al nostre passat". La sèrie ha atret crítiques per les seves inexactituds històriques.